# Poule de Yokohama
Pour les articles homonymes, voir Yokohama (homonymie).
La poule de Yokohama, ou simplement Yokohama, est une race de poule domestique originaire du Japon.

## Description
C'est une volaille d’exposition élégante à la silhouette de faisan, au port très légèrement incliné et au tempérament agréable.
Elle est issue du phoenix, race à la queue démesurée et du shamo au type exprimé de combattant asiatique. Sa queue est longue et richement emplumée.

### Origine
Originaire du Japon, la ville de Yokohama n'est pas l'endroit où la race Yokohama a été créée, mais le port par lequel elle a été exportée vers l'Europe. C'est un missionnaire français, du nom de Girard, qui l'a découverte et exportée au XIXe siècle. Elle est issue des races fameuses les onagadori et surtout des minohiki. Elle a été exposée pour la première fois à Paris en 1864, puis a conquis le public de l'Empire allemand, où elle a été élevée à partir de 1869 et a été croisée avec la phoenix.
Elle figure parmi les 108 races de poule reconnues du British Poultry Standard.
La naine a été créée aux États-Unis.

### Standard officiel
- Crête : à pois
- Oreillons : rouges
- Couleur des yeux : rouge-orangé
- Couleur de la peau : jaune
- Couleur des Tarses : jaunes
- Variétés de plumage : pile, blanche

#### Grande race
- Masse idéale : coq : 2 à 2,5 kg ; poule : 1,3 à 1,8 kg
- Œufs à couver : min. 40 grammes, coquille jaune à jaune rougeâtre.
- Diamètre des bagues : Coq : 18 mm ; Poule : 16 mm

#### Naine
- Masse idéale : coq :  900 grammes ; poule : 700 g.
- Œufs à couver : min. 30 g, coquille crème à jaune rougeâtre
- Diamètre des bagues : Coq : 13 mm ; Poule : 11 mm

## Sources
- Le Standard officiel des volailles (Poules, oies, dindons, canards et pintades), édité par la Société centrale d'aviculture de France.